# Котовщиков, Николай Иванович
Николай Иванович Котовщиков (1846—1905) — русский учёный, терапевт, заслуженный профессор Казанского университета. 

## Биография
Родился 30 августа (11 сентября) 1846 в деревне Горные Моркваши Свияжского уезда Казанской губернии.
Окончив в 1864 году 2-ю Казанскую гимназию поступил на медицинский факультет Казанского университета, откуда в 1869 году был выпущен лекарем с золотой медалью и званием уездного врача. На третьем курсе занялся специально физиологией под руководством Н. О. Ковалевского, а на пятом курсе (с ноября 1868) уже исполнял обязанности прозектора при кафедре физиологии; в 1869 году была напечатана его первая научная работа «Количественное определение креатина в мышцах».
По окончании университетского курса служил с 3 августа 1870 до мая 1872 года городовым врачом Чебоксар.
В 1872 году был назначен вторым ординатором университетской госпитальной терапевтической клиники в Казани; 2 ноября 1874 года был избран к двухлетнем приготовления при университет к профессорскому званию и в 1875 году получил степень доктор медицины за диссертацию «Способы определения азотной и азотистой кислот индиго-серной кислотой», а также избран приват-доцентом по диагностике. с 4 апреля 1881 года — штатный доцент.
В 1885 году был избран экстраординарным, а в 1891 году — ординарным профессором по кафедре врачебной диагностики; с 1 августа 1894 года, после смерти М. А. Хомякова, был перемещён на кафедру госпитальной терапевтической клиники. Он первым в Казани организовал правильные практические занятия со студентами по диагностике, когда ещё по прежнему университетскому уставу они не были обязательны, причём жертвовал и собственные средства.
С 10 декабря 1900 года — заслуженный профессор.
Большинство его работ посвящены диагностике, особенно страданию органов кровообращения и дыхания (к учению о пульсе, о выслушивании сосудов, о сердечном толчке, о перкуссии органов груди и живота, о происхождении дыхательных шумов [вместе с профессором Хомяковым]). Особенного внимания заслуживают его «Руководство к клиническим методам исследования внутренних болезней», выдержавшее 3 издания (1884—1885, 1889—1894, 1903), а также «Таблица важнейших признаков, характеризующих внутренние болезни», выдержавшая 3 издания (1885, 1886, 1892). В ряду его многочисленных публикаций обращали на себя внимание специалистов «Обзоры важнейших работ» по диагностике за различные годы и многочисленные рефераты о наиболее выдающихся трудах на иностранных языках, печатавшиеся преимущественно в «Медицинском Обозрении» докторара Спримона, в Москве.
Умер в 1905 году.